# John Paxson
Pour les articles homonymes, voir Paxson.
John MacBeth Paxson, né le 29 septembre 1960 à Dayton (Ohio), est un meneur, entraîneur et dirigeant américain de basket-ball. Avec les Bulls de Chicago, il est champion NBA à trois reprises.

## Biographie

### Carrière de joueur
Son père Jim Paxson (en) joue dans les années 1950 pour les Lakers de Minneapolis et les Royals de Cincinnati et son frère homonyme Jim Paxson, Jr. joue 11 ans aux Trail Blazers de Portland puis aux Celtics de Boston.
Star du lycée d'Archbishop Alter High School à Kettering (Ohio), il est nommé en 1979 McDonald's All-American, en compagnie de Isiah Thomas, James Worthy et Byron Scott. Puis il joue au niveau universitaire avec l'université de Notre Dame, compilant 1366 points (12,2 de moyenne), 411 passes décisives et 133 interceptions en quatre ans, tout en brillant dans ses études (deux fois All-America Academic).
Il est sélectionné au premier tour de la draft 1983 de la NBA en 19e position par les Spurs de San Antonio, où il joue deux saisons (4,9 points et 2,9 passes de moyenne), avant de signer aux Bulls de Chicago. Il s'illustre aux côtés de Michael Jordan comme un remarquable tireur à 3 points, réussissant en particulier le tir victorieux des Finales NBA 1993 à 3,9 secondes de la fin, ce qui permet aux Bulls de remporter leur 3e titre consécutif. Au total, il joue 369 matches avec 7,2 points et 3,6 passes par rencontre.

### Carrière d'entraîneur et de dirigeant
À sa retraite, Phil Jackson le promeut entraîneur assistant pour la saison 1995-1996, année du quatrième titre des Bulls grâce au retour de Michael Jordan. Mais préférant plutôt se consacrer à sa famille, il ne poursuit pas l'expérience sur le banc et devient commentateur sportif. Quand Jordan rejoint les Wizards de Washington, il propose à John Paxson le poste d'entraîneur, qu'il décline pour les mêmes raisons. En 2003, il revient dans l'encadrement des Bulls, succédant à Jerry Krause.
Après une première saison très décevante (avant-dernier du championnat) où il doit limoger son ancien coéquipier Bill Cartwright, Paxson fait signer de jeunes talents - Kirk Hinrich (All-Rookie Team 2003-2004), Ben Gordon, Luol Deng, Chris Duhon et Andres Nocioni - et l'équipe renoue avec les playoffs les deux saisons suivantes, malgré un jeu intérieur limité. La signature de Ben Wallace permet d'obtenir 49 victoires en 2006-2007. Durant la saison, il refuse de transférer Luol Deng à Memphis contre le futur champion NBA Pau Gasol. À la Draft 2007 de la NBA, il choisit le jeune français double champion NCAA Joakim Noah.
À la suite du mauvais début de saison 2007, il renvoie l'entraîneur Scott Skiles, qu'il remplace par son assistant Jim Boylan. Avec 33 victoires, l'équipe n'est pas au rendez-vous des plays-offs. Malgré une probabilité de seulement 1,7 %, les Bulls remportent le premier choix à la loterie de la draft 2008 de la NBA, qui aboutit à l'arrivée du talentueux meneur Derrick Rose, couronné Rookie of the Year à la fin de la saison. Il choisit Vinny Del Negro comme nouvel entraîneur, qui amène l'équipe en play-offs.
En mai 2009, Gar Forman remplace Paxson au poste de manager général, ce dernier devenant vice-président des opérations basket-ball.